# Hélène Courtaigne Delalande
Pour les articles homonymes, voir Delalande.
Hélène Courtaigne Delalande est une créatrice joaillier française, née en 1957 à Paris. Elle crée et fabrique des bijoux depuis 2002 sous la marque Hélène Courtaigne Delalande.

## Carrière
- De 1982 à 1993, elle exerce le métier de directeur artistique dans l'agence FCA! ou elle participe à la communication de grandes marques de cosmétique (Phas, Vichy, Helena Rubinstein…).
- De 1993 à 1996, elle apprend le métier de bijoutier créateur auprès d'Emmanuelle Ricard.
- De 1996 à 1998, elle reprend la marque Emmanuelle Ricard en location/gérance et passe son diplôme de Gemmologie à l'I.N.G (Institut National de Gemmologie).
- En 2002, création de la marque Hélène Courtaigne Delalande.

## Le travail des bijoux
Hélène Courtaigne Delalande travaille l'or 18 carats avec une technique de fonte mêlant or mat et brillant. D'un style aux formes puissantes et 
gardant l'aspect du travail à la main, ses bijoux se rapprochent d'un esprit médiéval ou baroque. 
Les pierres utilisées sont la plupart du temps des pierres fines (morganite, kunzite, tanzanite, rhodolite, démantoïde, tsavorite, spinelle, tourmaline paraiba, opale...), ou des diamants.
En 2008, elle crée une gamme plus légère disponible dans sa boutique en ligne sur l'internet, ainsi que les boutons de manchettes "Parachutes dorés" en pied de nez à la crise.

## Design divers
En 2003, elle dessine pour le Comité français du Parfum le trophée du "Prix Jasmin 2003".
En 2005, elle dessine la ligne cosmétique "Success future" pour Guerlain lancée en 2007.
En 2010, elle dessine l'étui à rouge à lèvres "Giordani Gold Jewel lipstick" pour le groupe Oriflame.

## Diplômes
- Diplômée de l'ESAG Penninghen
- Diplômée de l'ING

## Prix
Prix du Public au Salon des Joailliers Créateurs 2004.